# Paul de Caen
Paul de Caen est un abbé de St Albans (1077-1093).

## Biographie
Il est le neveu de Lanfranc, abbé de Saint-Étienne de Caen (1063-1070), puis archevêque de Cantorbéry (1070-1089). Un autre membre de sa famille Lanfranc sera abbé de Saint-Wandrille (1089-1091).
Moine de Saint-Étienne de Caen, il devient en 1077 abbé de St-Albans, sur la nomination de son oncle devenu archevêque de Cantorbéry. Il s'attachera au cours de son abbatiat à la reconstruction de l'abbaye et encouragera la transcription des manuscrits.

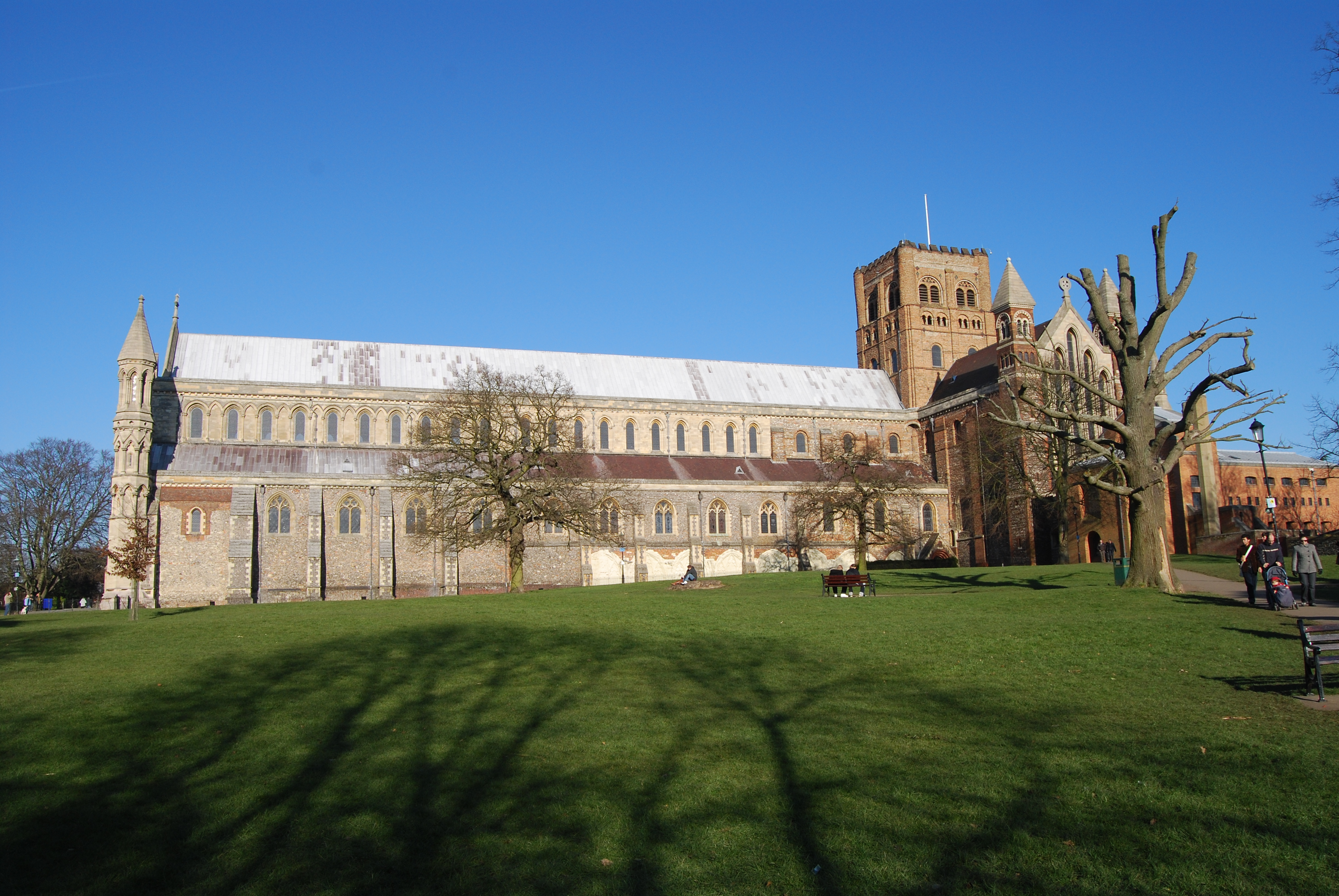
L'église abbatiale de St Albans, reconstruite sous l'abbatiat de Paul de Caen